# I’ve Got a Life
I’ve Got a Life – singel brytyjskiego duetu Eurythmics, wydany w 2005 roku.

## Ogólne informacje
„I’ve Got a Life” to jeden z dwóch premierowych utworów na kompilacji Ultimate Collection z 2005 roku (drugi to „Was It Just Another Love Affair?”). Jest to też jedyny singel promujący tę składankę i jak dotychczas ostatni w dyskografii zespołu. Utwór trafił na 14. miejsce na brytyjskiej liście przebojów.

## Teledysk
Teledysk przedstawia zespół wykonujący piosenkę na tle ekranów wyświetlających fragmenty starszych wideoklipów duetu. Annie Lennox ubrana jest w męski garnitur, podobnie jak w teledysku „Sweet Dreams”. Wideoklip wyreżyserował Matthew Rolston.

## Listy przebojów
| Kraj            | Pozycja |
| --------------- | ------- |
| Wielka Brytania | 14      |
| Szwajcaria      | 36      |